# Бебербекское мельничное озеро
Бебербекское мельничное озеро (Бебербекю, латыш. Beberbeķu dzirnavezers) — проточный искусственный водоём (пруд) у западной окраины Риги на территории Бабитской волости Бабитского края Латвии. Находится в южной части Бебербекского природного парка у Рижской объездной дороги. Бебербекское озеро со всех сторон окружено сосновым лесом и является важным рекреационным объектом. Владельцем озера и почти всей прилегающей к нему территории с 1999 года является Рижская дума, в частной собственности находится только участок на южном берегу в районе запруды. Высота над уровнем моря — 6,2 м.

## Этимология
Название озера происходит от названия мельницы, которая находилась на южном берегу вплоть до разрушения во время Второй мировой войны. Название мельницы в свою очередь исходит от старого названия местной болотистой долины реки Нериня — Bebberbeke, что с нижненемецкого языка переводится как «бобровая низина».

## История
Бебербекское озеро образовалось в естественной заболоченной впадине на правобережье реки Нериня в результате запруживания Бебербекского ручья при строительстве Бебербекской (Купершмидской) мельницы во второй половине XVII века.
| Рисунок Иоганна Бротце с видом на Бебербекскую мельницу (1804 год). |

В 1968 году озеро прорвало старую запруду, вновь став заболоченной впадиной. В течение следующих трёх лет были проведены работы по очистке дна водоёма экскаваторами с вывозом донных отложений в Юрмалу под удобрения для зелёных насаждений города. Затем, после выравнивания дна, оборудования песчаного пляжа и восстановления запруды, озеро в ноябре 1972 года было открыто для свободного посещения.

## Расположение
Бебербекское озеро расположено на Рижской равнине, являющейся частью Приморской низменности. Оно находится в междюнной впадине северо-восточной части Нордекско-Калнциемской дюнной гряды, в месте где она постепенно переходит из волнистой эоловой равнины с мелкими дюнами в единую гряду.

## Гидрология
Площадь озера, согласно энциклопедиям «Рига» и «Latvijas daba», составляет 10,3 га, а по результатам измерений, проведённых в 2000 году в ходе обследования прилегающего к озеру леса — 9,6 га.
Озеро образуется Бебербекским ручьем — правым притоком реки Нериня, истоки которого расположены в болоте Золитудес (Мукупурвс), находящемся восточнее.
Озеро имеет вытянутую, расширяющуюся с востока на запад форму, характер берегов неоднороден, южное и северо-восточное побережья имеют более извилистые очертания. Дно песчаное, местами с торфяными отложениями.
Запруда устроена на юго-западном побережье, представляя собой бетонную плотину длиной 14 м и трубчатым водоспуском типа «Монах» диаметром 1,2 м. Разница между уровнем воды в озере и в протоке равняется примерно 3,5 м. В среднем за год водообмен происходит 8 раз.
На озере есть один небольшой остров (0,025 га), который расположен в заливе у южного берега.
Озеро, имея площадь водосбора 5,5 км², является частью Лиелупского бассейна.

## Климат
Климат в районе озера умеренный морской и формируется главным образом под влиянием Рижского залива.

## Фауна
В озере водится несколько видов рыб (плотва, красноперка, окунь и щука), но общее её количество невелико, также встречаются раки.

## Охрана
В 1977 году Бебербекское мельничное озеро вошло в состав новообразованного Бебербекского природного парка.
В 2004 году территория Бебербекского природного парка вместе с озером была включена в список охраняемых природных зон стран Европейского союза Natura 2000.
На озере запрещено использование моторизованного водного транспорта и охота на водоплавающих птиц.

## Экология
После очистки и благоустройства озера в начале 1970-х годов частично сократилось биоразнообразие как самого озера так и его побережья, уменьшилась и связанная с ним популяция водоплавающих птиц. Ещё один скачок ухудшения экологической обстановки начался с 1990-х годов, когда практически все работы связанные с надзором и поддержанием инфраструктуры природного парка прекратились, в результате это постепенно привело к её полной утрате, а также существенному замусориванию местности у озера и эрозии его побережья.

## Значение
Озеро находится в живописной местности: почти повсеместно окружено старым сосновым лесом и крупными дюнами, а также легко доступно и расположено в непосредственной близости от Риги, поэтому активно используется для отдыха, занятий спортом и рыболовства круглый год.

## Население
Из населённых пунктов ближе всего к озеру находится, расположенный юго-западнее, посёлок Бривкални.